# Menachem Mendel Teitelbaum
Menachem Mendel Teitelbaum (n. 31 martie 1967, New York City, New York, SUA) este un rabin american. Acesta îndeplinește funcția de rabin-șef al dinastiei 
hasidice Satmar, sub tutela lui Aaron Teitelbaum, fiind cel mai mare fiul al său.